# Liolaemus ramonensis
Espèce
Synonymes
- Liolaemus leopardinus ramonensis Müller & Hellmich, 1932

Statut de conservation UICN

 LC  : Préoccupation mineure
Liolaemus ramonensis est une espèce de sauriens de la famille des Liolaemidae.

## Répartition
Cette espèce est endémique du Chili. Elle est présente entre 2 500 et 3 000 m d'altitude.

## Description
C'est un saurien vivipare.

## Étymologie
Son nom d'espèce, composé de ramon et du suffixe latin -ensis, « qui vit dans, qui habite », lui a été donné en référence au lieu de sa découverte, le Cerro de Ramón.

## Publication originale
- Müller & Hellmich, 1932 : Beiträge zur Kenntnis der Herpetofauna Chiles. II. Neue Liolaemus - Arten und Rassen aus den Hochanden Chiles. Zoologischer Anzeiger, vol. 97, no 11/12, p. 307-329.